# Kislippó
Kislippó (németül: Lipowitz, szerbül: Lipovica) község Baranya vármegyében, a Siklósi járásban.

## Fekvése
Villánytól délkeletre fekszik, a déli (horvát) országhatártól alig néhány kilométerre.
A szomszédos települések: északkelet felől Lippó, kelet felől Ivándárda, dél felől Illocska, délnyugat felől Lapáncsa, nyugat felől Magyarbóly, északnyugat felől pedig Márok.

### Megközelítése
Csak közúton érhető el, a Mohács és Villány térségét összekötő 5702-es úton.

## Története
A 20. század közepéig Baranya vármegye Baranyavári járásához tartozott.
1910-ben 482 lakosa volt, melyből 100 fő magyar, 279 fő német, 80 fő szerb és 23 fő egyéb nemzetiségű volt. A lakosok közül 320 fő tudott magyarul.
2011-re a kisebbségek aránya nagyon lecsökkent: a 266 fős lakosságnak mindössze 3%-a vallotta magát németnek és 2,6%-a cigánynak.

## Közélete

### Polgármesterei
- 1990–1994: Szuhány László (független)[6]
- 1994–1998: Szuhány László (független)[7]
- 1998–2002: Szuhány László (független)[8]
- 2002–2006: Szuhány László (független)[9]
- 2006–2010: Fürdős Zoltán (független)[10]
- 2010–2014: Fürdős Zoltán (független)[11]
- 2014–2019: Fürdős Zoltán (független)[12]
- 2019–2024: Fürdős Zoltán (független)[13]
- 2024– : Müller Csaba (független)[1]

## Népesség
A település népességének változása:
| Lakosok száma | 271  | 273  | 274  | 284  | 291  | 264  | 269  | 260  |
|               | 2013 | 2014 | 2015 | 2019 | 2021 | 2022 | 2023 | 2024 |

A 2011-es népszámlálás során a lakosok 96,2%-a magyarnak, 2,6% cigánynak, 0,4% horvátnak, 3,4% németnek, 0,4% szlovénnek mondta magát (3,8% nem nyilatkozott; a kettős identitások miatt a végösszeg nagyobb lehet 100%-nál). A vallási megoszlás a következő volt: római katolikus 53%, református 6,8%, evangélikus 0,4%, görögkatolikus 0,4%, felekezeten kívüli 24,8% (14,7% nem nyilatkozott).
2022-ben a lakosság 88,3%-a vallotta magát magyarnak, 1,1% németnek, 0,4-0,4% görögnek, szlovénnek, ukránnak, horvátnak és lengyelnek (11,4% nem nyilatkozott; a kettős identitások miatt a végösszeg nagyobb lehet 100%-nál). Vallásuk szerint 29,2% volt római katolikus, 4,9% református, 0,8% görög katolikus, 0,4% evangélikus, 1,1% egyéb keresztény, 1,5% egyéb katolikus, 13,6% felekezeten kívüli (48,5% nem válaszolt).